# Юань Чуньцин
Юа́нь Чуньци́н (кит. трад. 袁純清, упр. 袁纯清, пиньинь Yuán Chúnqīng, род. в марте 1952 года, пров. Хунань), в 2010-2014 годах глава парткома КПК пров. Шаньси, в 2006-2010 гг. губернатор провинции Шэньси, в 2004-2006 гг. глава Сианьского горкома КПК, член ЦК КПК с 2007 года (кандидат с 2002 года). Докторская степень, магистр права, автор работ по политологии, экономике и финансам. В 1997-2001 гг. работал в ЦКПД, а до этого начиная с окончания университета в 1980 году работал в аппарате ЦК КСМК.
Член КПК с октября 1971 года, член ЦК КПК 17-18 созывов (кандидат 16 созыва).

## Биография
Родился в уезде Ханьшоу пров. Хунань (Центральный Китай). По национальности ханец. Свою карьеру начал в октябре 1971 г. с работы в местной полиции, тогда же вступил в КПК.
Окончил юрфак Пекинского университета, где учился в 1977-80 годах.
Степень магистра права получил в 1990 году в Китайском университете политологии и права.
Докторскую степень по менеджменту получил без отрыва от производства в международной безнес-школе Хунаньского университета. (По другим данным - докторская степень по экономической теории получена в Пекинском университете.)
После окончания университета, в 1980-1992 годах работал в аппарате ЦК КСМК, член ЦК КСМК 12 созыва.
В 1992-1997 гг. секретарь ЦК КСМК.
В 1997-2001 гг. ответсекретарь и член Посткома ЦКПД.
С 2001 года замглавы парткома пров. Шэньси, в 2004-2006 гг. глава Сианьского (административный центр провинции) горкома КПК и пред. городского ПК СНП, в 2006-2010 гг. губернатор провинции (с 2006 г. зам., и. о., утверждён в феврале 2007 года).
С мая 2010 года по 2014 год глава парткома пров. Шаньси (Северный Китай), одновременно с июля 2010 года по сентябрь 2014 года пред. её ПК СНП.
В настоящее время заместитель начальника руководящей группы деревенской работы ЦК КПК.